# Jean Moulin

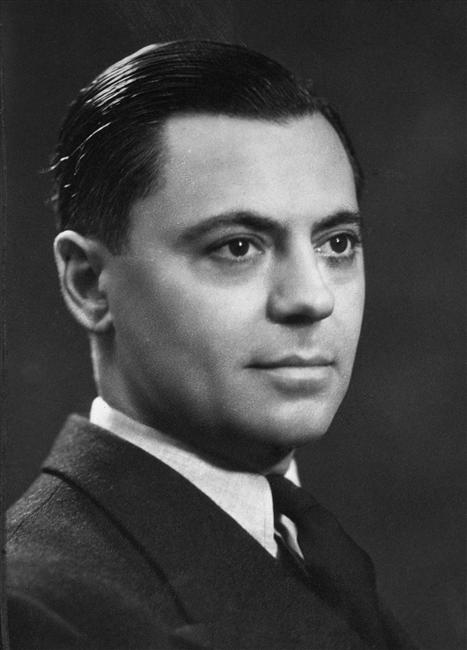
Jean Moulin (1937)

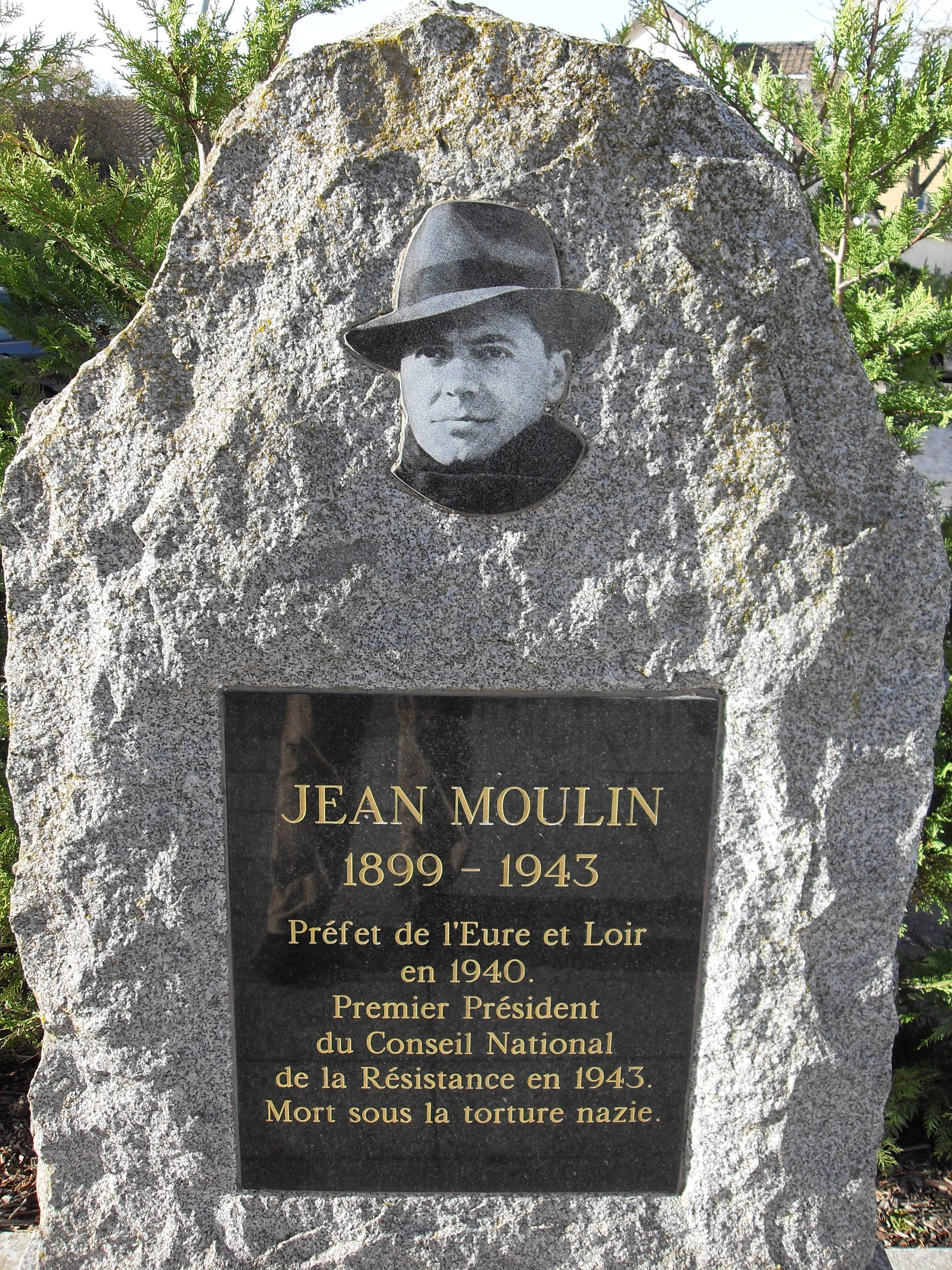
Denkmal für Jean Moulin in Les Clayes-sous-Bois (Yvelines)

Jean Moulin [ʒɑ̃ mulɛ̃] (* 20. Juni 1899 in Béziers, Département Hérault; † 8. Juli 1943 bei Metz, Département Moselle) war ein wichtiger Leiter der französischen Résistance während des Zweiten Weltkriegs. Lange war Frankreichs Widerstand gegen die deutschen Besatzer in zahlreiche Lager zersplittert. Dem Beamten Moulin gelang es, die Untergrundkämpfer zu einen – was ihn in den Augen der deutschen Besatzer und des Vichy-Regimes zum meistgesuchten Widerstandskämpfer  machte.

## Leben

### Vorkriegszeit
Jean Moulin wurde als Sohn von Blanche geb. Pègue (1867–1947) und Antoine Moulin (1857–1938) in Béziers geboren. Sein Vater war Erdkundelehrer und engagierte sich politisch, war Mitglied im Bund der Freimaurer, des Parti Radical Socialiste und der Liga für Menschenrechte. Sein Vorbild beeinflusste den Sohn, der sich für Geschichte und die großen politischen Debatten seiner Zeit interessierte. Er schrieb sich an der Universität Montpellier für das Fach Rechtswissenschaften ein. Gleichzeitig arbeitete er dank der Unterstützung seines Vaters im Kabinett der Präfektur des Département Hérault. Jean Moulin wurde im April 1918 zur französischen Armee eingezogen, aber der Erste Weltkrieg war zu Ende, bevor er an einer Kampfhandlung teilnehmen musste. Nach dem Krieg nahm er das Jura-Studium wieder auf und erreichte 1921 seinen Abschluss. 1922 wurde er Kabinettschef (chef de cabinet) des Präfekten des Départements Savoie. Von 1925 bis 1930 bekleidete er das Amt des Unterpräfekten von Albertville. Er war zu dieser Zeit der jüngste Unterpräfekt in Frankreich.
Im September 1926 heiratete er Marguerite Cerruti (* 1907), von der er sich aber bereits 1928 wieder scheiden ließ.

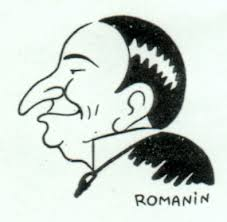
Karikaturportrait Georges Mandel von Moulin alias Romanin

1930 wurde er Unterpräfekt von Châteaulin. Im Dezember 1932 wurde er von seinem Freund, dem Minister Pierre Cot, einem Pazifisten, mit dem er die Leidenschaft für das Skifahren teilte, in das Kabinett des Auswärtigen Dienstes berufen. Ein Jahr später ging er als Unterpräfekt nach Thonon-les-Bains. Gleichzeitig wurde er von Cot 1933 bis 1936 während der Volksfrontregierung in das Luftfahrtministerium berufen. Seine wichtigste Aufgabe war die Nationalisierung der Luftfahrtgesellschaften, d. h. die Schaffung der Air France. 1934 nahm er die Funktionen des Generalsekretärs der Präfektur Somme in Amiens ein. Daneben reiste er im Auftrag von Cot mehrmals nach Spanien, um Hilfe für die Bürgerkriegsflüchtlinge zu organisieren. Moulin organisierte auch während des Waffenembargos die Lieferung leichter französischer Kriegsflugzeuge an die spanische linksgerichtete Regierung im Auftrag von Cot und unter stillschweigendem Einverständnis von Regierungschef Léon Blum.
Während dieser Zeit schrieb er politische Satiren und zeichnete Karikaturen unter dem Pseudonym Romanin in der Zeitschrift Le rire (das Lachen).
Im Januar 1937 wurde er in Rodez im Département Aveyron der jüngste Präfekt Frankreichs. Er war ein für die damalige Zeit ziemlich ungewöhnlicher Präfekt, da er sportliche Aktivitäten wie Tennis, Segeln, Schwimmen, Radfahren und Skifahren ausübte.

### Die Résistance
1939 wurde er zum Präfekten des Départements Eure-et-Loir (Hauptstadt Chartres) berufen. Anfangs wollte er als Unteroffizier der Reserve zur Armée de l’air, aber der Innenminister benötigte ihn dringender in der Zivilverwaltung und kommandierte ihn persönlich nach 13 Tagen aus dem 117. Bataillon zurück auf seinen Posten als Präfekt. Nachdem am 10. Mai 1940 die deutsche Armee die Somme- und Aisne-Front durchbrochen hatte und zahlreiche Flüchtlinge nach Chartres strömten, wurde Chartres im Juni 1940 bombardiert. In dieser Zeit hatte er die Unterbringung der Flüchtlinge nicht ohne Schwierigkeiten zu organisieren. Im Juni 1940 wurde er Mitglied im Bund der Freimaurer.
Am 9. Juni 1940 wurde Amiens besetzt. Die deutschen Besatzer verhafteten ihn noch im gleichen Monat, weil er – nachdem er gegen den Mord an einer französischen Zivilistin bei einer Wehrmachtsstelle protestiert hatte – sich trotz Schlägen weigerte, ein deutsches Dokument zu unterzeichnen, in dem fälschlich senegalesische Angehörige der Französischen Armee für ein angebliches Massaker an der Zivilbevölkerung in Saint-Georges-sur-Eure verantwortlich gemacht wurden. In Wirklichkeit waren es Opfer des deutschen Bombardements. Die Nationalsozialisten verdächtigten ihn außerdem, Kommunist zu sein. Im Gefängnis unternahm er, wohl in der Vorstellung, seine Peiniger würden ihn zu Tode prügeln, wenn er nicht unterschreibe, einen Selbstmordversuch. Er versuchte, sich die Kehle mit einer Glasscherbe aufzuschneiden. Dies hinterließ später eine Narbe, die er mit einem Schal verdeckte.
Am 2. November 1940 befahl das Vichy-Regime allen Präfekten, alle Bürgermeister der Linken in Städten und Dörfern zu entlassen. Als Moulin sich weigerte, wurde er selbst aus dem Amt entlassen. Er lebte seitdem im elterlichen Haus in Saint-Andiol (Département Bouches-du-Rhône). Nach Diskussionen mit Henri Frenay, der die Kampfgruppe Combat gegründet hatte, und Pierre Villon, der die Kommunisten zum Widerstand zu organisieren versuchte, trat er der Résistance bei. Schnell erkannte Moulin die Notwendigkeit, die Résistance im Inneren mit de Gaulles Komitee für ein freies Frankreich in London (France libre) zu vereinen.
Am 21. August 1941 erschoss ein junger Militanter, der sich Colonel Fabien (Oberst Fabien) nannte, in der Pariser Métro-Station Barbès Rochechouart den Offiziersanwärter der deutschen Kriegsmarine Alfons Moser von hinten. Dieses Attentat wirkte wie ein Fanal: Die Gestapo und die Polizei des Vichy-Regimes verstärkten ihre Anstrengungen, den Widerstand zu brechen, während gleichzeitig junge Militante sich zum Maquis zusammenschlossen, um Sabotageakte vorzubereiten.
Mit Hilfe eines amerikanischen Diplomaten in der unbesetzten Zone reiste Moulin im September 1941 über Spanien und Portugal unter dem Decknamen Joseph Jean Mercier nach London und traf neben André Dewavrin und anderen Exilfranzosen auch General Charles de Gaulle, den er über den Umfang und die Bedeutung eines integrierten inneren Widerstands durch eine im Oktober 1941 verfasste Studie mit dem Titel The Activities, Plans and Requirements of the Groups formed in France aufklärte. Anfangs unentschieden, wem unter den Exilfranzosen und Briten er vertrauen konnte, überzeugte ihn die patriotische Haltung de Gaulles. Dieser entsandte ihn daraufhin als seinen persönlichen Beauftragten in die unbesetzte Zone, um die Zersplitterung der verschiedenen Widerstandsgruppen zu überwinden und zur Résistance zu vereinigen. In der Nacht vom 1. auf den 2. Januar 1942 sprang er mit dem Fallschirm in den Alpilles nahe Avignon ab. Er brachte ein Funkgerät und eine große Summe Geldes mit, die er u. a. für den Aufbau einer Widerstandspresse verwendete, und lernte Georges Bidault und Albert Camus kennen. Sein Hauptquartier errichtete Moulin in Lyon. Dabei wurde er von Laure Diebold, Daniel Cordier und Hugues Limonti unterstützt.
Er lebte fortan unter zwei Legenden: Unter der eines Landwirts in St.-Andiol erhielt er Rationierungsmarken. Die andere Legende, unter der er eine Kunstgalerie mit seinem früheren Pseudonym Romanin in Nizza betrieb, erlaubte ihm zu reisen. Unter den Kampfnamen Rex und ein Jahr später Max traf er die verschiedenen Leiter der rivalisierenden, paramilitärischen Widerstandsgruppen in der südlichen, unbesetzten Zone:
- seinen Freund Henri Frenay vom Combat, der in den ersten Monaten noch als Chef der Abwehr des Vichy-Regimes fungiert hatte,
- Emmanuel d’Astier de la Vigerie von Libération Sud,
- Jean-Pierre Lévy von Franc-Tireur.

Nachdem sie ihn anfangs als autoritär abgelehnt hatten, konnte er sie zur Vorbereitung der Landung der Alliierten von der Notwendigkeit der Vereinigung in der Armée secrète (geheime Armee) überzeugen.
Am 22. Oktober 1942 erhielt Moulin ein Schreiben de Gaulles, in dem er zum Präsidenten des Koordinierungskomitees ernannt wurde, was ihn offiziell von Seiten der Exilregierung de Gaulles zum Organisator des Widerstandes in Frankreich machte. Die Landung der Alliierten am 8. November 1942 in Marokko und Algerien (Operation Torch) beschleunigte die Vereinheitlichung der Résistance.
In einem zweiten Schritt fusionierten
- Charles Delestraints Armée secrète mit
- Pierre Villon (Front National) und
- Pierre Brossolette (Comité d’action socialiste)

zu den Mouvements unis de la Résistance (MUR; dt. Vereinigten Bewegungen der Résistance).
In einem dritten Schritt gelang ihm die Vereinigung mit den wichtigsten Widerstandsbewegungen im nördlichen, besetzten Teil Frankreichs:
- Organisation civile et militaire (OCM),
- Libération Nord,
- Ceux de la Résistance,
- Ceux de la Libération.

Auf einer Konferenz des Koordinierungskomitees (26. Januar 1943) lenkte Moulin alle Gruppen und überwand den Widerstand von Frenay, der als Kommissar für Militärische Angelegenheit seinen eigenen Standpunkt durchzusetzen und Kontrolle über General Charles Delestraint, den Chef der neuen Armée secrète, zu erlangen versuchte. Moulin unterstützte Delestraint in seiner Absicht, sofort direkte Aktionen zu unternehmen, was Frenay als verfrüht und zu riskant ablehnte.
Vom 13. Februar bis zum 20. März 1943 reiste Moulin mit Delestraint nach London, um den Exilfranzosen um de Gaulle den Gedanken nahezubringen, eine Art Untergrundparlament zu schaffen. Wie viele andere Mitglieder der Résistance hielt er die aus der Dritten Republik tradierten französischen Parteien für überlebt. Aber er wusste, wenn sich die liberalen und linken Kräfte nicht in den politischen Prozess integrierten, würde eine französische Nachkriegsregierung ohne ihre Beteiligung und die der Résistance sich etablieren. Umgekehrt gelang es de Gaulle durch den Integrationsprozess der Résistance immer mehr, die Bedeutung seiner Exilregierung in London aufzuwerten.
Am 21. März 1943 kehrte Moulin als persönlicher Beauftragter de Gaulles für ganz Frankreich mit dem Auftrag zurück, den CNR, den Conseil National de la Résistance (Nationaler Widerstandsrat), zu bilden. Er sprang unerkannt aus einem Flugzeug über dem südfranzösischen Gebirgsmassiv Alpilles ab. In diesem neuen Widerstandsrat sollten alle acht bewaffneten Widerstandsgruppen und die wiedererwachten französischen Parteien und Gewerkschaften mitwirken – eine schwierige Aufgabe, weil jede Gruppe ihre politische Unabhängigkeit zu bewahren versuchte. Das erste Treffen des CNR fand am 27. Mai 1943 in der Rue du Four 48 in Paris statt, bei dem sich la France Combattante („das kämpfende Frankreich“) trotz der Ablehnung durch Henri Frenay der Führung de Gaulles unterstellte, der damit seinen bei den US-Amerikanern beliebteren Rivalen, den ranghöheren General Henri Giraud, politisch übertraf. Gemeinsames politisches Ziel aller Gruppen im CNR wurde:
- aktiv gegen die deutsche Besatzung zu kämpfen,
- sich nicht passiv von außen befreien zu lassen (was die französischen Verbände in der britischen Armee auf eine Komparsenrolle reduziert hätte),
- das Schicksal eines von Kollaboration gereinigten, befreiten, von der Dekadenz der 30er Jahre erneuerten Frankreichs nicht von den Siegermächten bestimmen zu lassen, sondern selbst in die Hände zu nehmen.

Für den Erfolg seiner Mission dürfte entscheidend gewesen sein, dass de Gaulle und Moulin politisch weitsichtig genug waren, auf die politischen Forderungen der Résistance-Leitung, insbesondere der Kommunisten, einzugehen, die schnell versuchten, den CNR mit ihren Leuten zu unterwandern. Gleichzeitig versuchte de Gaulle, sie mit der logistischen Unterstützung seitens Großbritanniens zu ködern. Den hohen Ansprüchen der Résistanceführung gerecht werdend baute Moulin spezielle technische Dienste, wie die
- SOAM, die Services des Opérations Aériennes et Maritimes, einen Dienst für Luft- und Seeverbindungen nach London,
- WT, den Funkdienst,
- das BIP, das Bureau d’Information et de Presse, Presse- und Informationsbüro Georges Bidaults zur Propaganda,
- CGE, das Comité Général des Etudes, die Programmkommission

auf, die der Kontrolle Moulins unterstanden. Er setzte Finanzmittel (affaire de Suisse 1943) und den Nachrichtendienst des France libre gezielt ein, um das politische Übergewicht der in Paris dominierenden Kommunisten zu kompensieren und gleichzeitig den Einfluss Girauds zugunsten de Gaulles zu reduzieren.

### Verhaftung und Tod

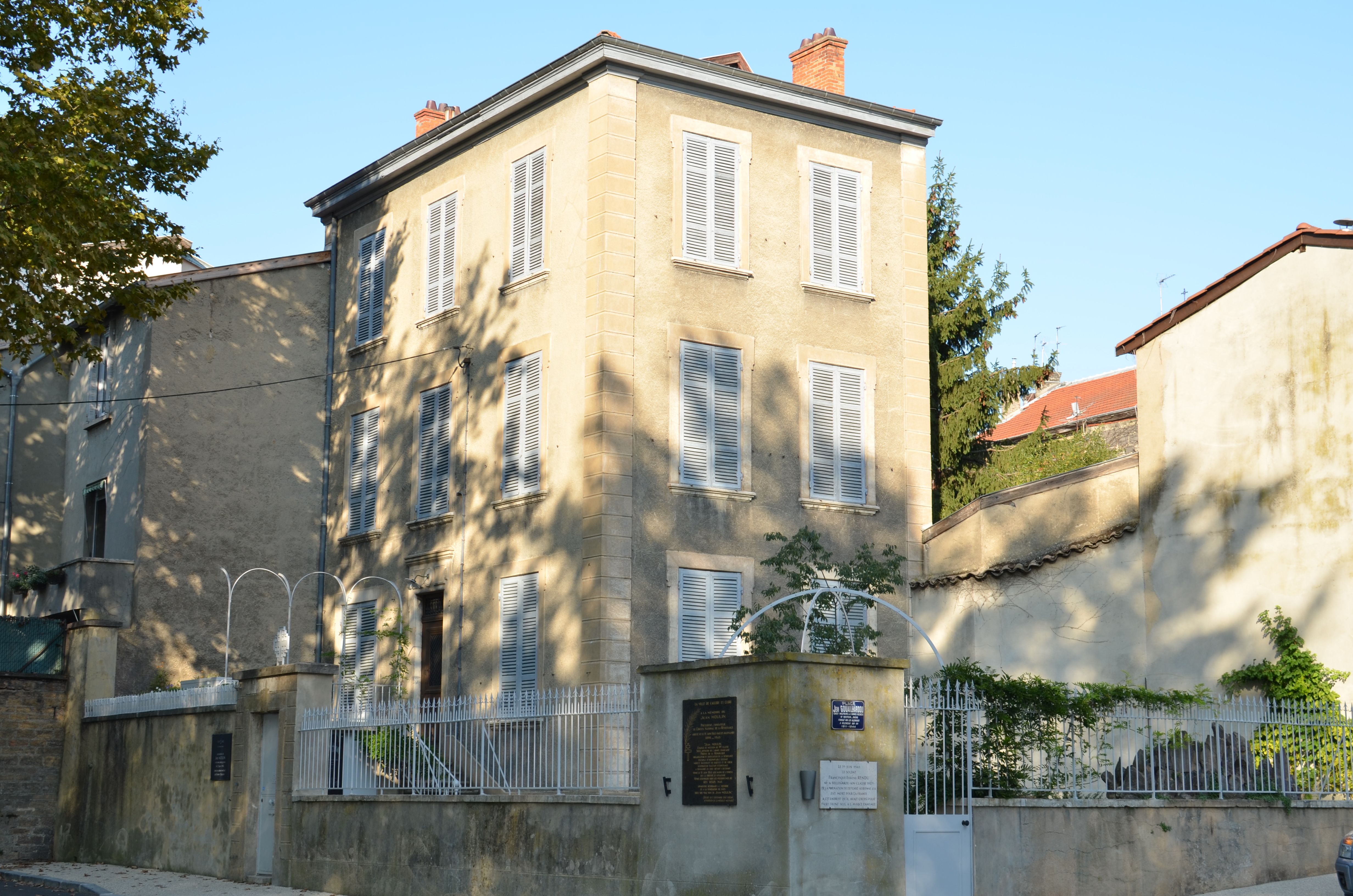
Das Haus Frédéric Dugoujons in Caluire-et-Cuire

Jean Moulin wurde am 21. Juni 1943 in Caluire-et-Cuire am Rande Lyons (Département Rhône) im Haus des Arztes Frédéric Dugoujon festgenommen, wo ein Treffen von neun hochrangigen Résistance-Mitgliedern stattfinden sollte, die über die Nachfolge General Delestraints zu entscheiden hatten, da dieser am 9. Juni in Paris bei einem Treffen festgenommen worden war. Es kam zu der absurden Situation, dass die hochrangigen Résistance-Mitglieder im Wartezimmer des weitgehend ahnungslosen Arztes zwischen anderen Patienten darauf warteten, von ihm zur „Untersuchung“ gerufen zu werden, als die Gestapo sie überraschte. Jean Moulin wurde unter der Identität „Martel“ zusammen mit Raymond Aubrac, dem Militärchef der Armée secrète, den er zum Inspekteur der Nordzone hatte ernennen wollen, und André Lassagne, Mitglied der Libération-Gruppe von Lyon, den er zum Inspekteur der Südzone machen wollte, den beiden Obristen Lacaze und Schwartzfeld (von der Bewegung France d´abord), dem Generalstabschef der Armée secrète Henri Aubry (begleitet von René Hardy, beide von Combat) sowie Bruno Larat, Verantwortlicher für die Fallschirmjägeraktionen und mit Moulin Abgesandter aus London, festgenommen und im Gefängnis Fort Montluc gefangengehalten. Deshalb fahndete die Gestapo anfangs nach „Max“, ohne zu bemerken, dass sie Jean Moulin bereits festgenommen hatte. Wenige Tage später traf sich die Résistance, um Pläne zur Befreiung Moulins zu beraten. Es wurde aber kein Versuch zu seiner Befreiung unternommen.

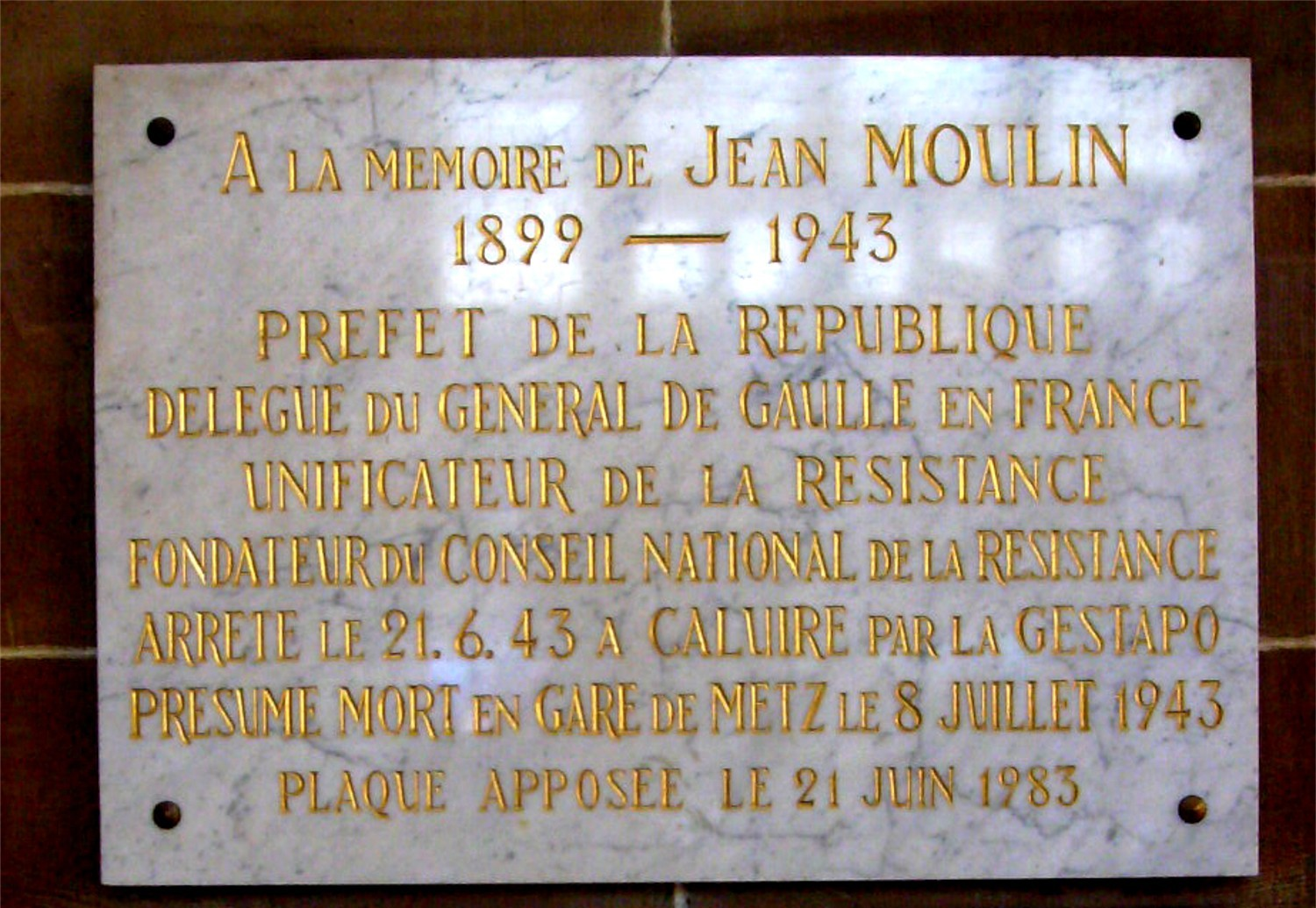
Gedenktafel für Jean Moulin im Bahnhof Metz

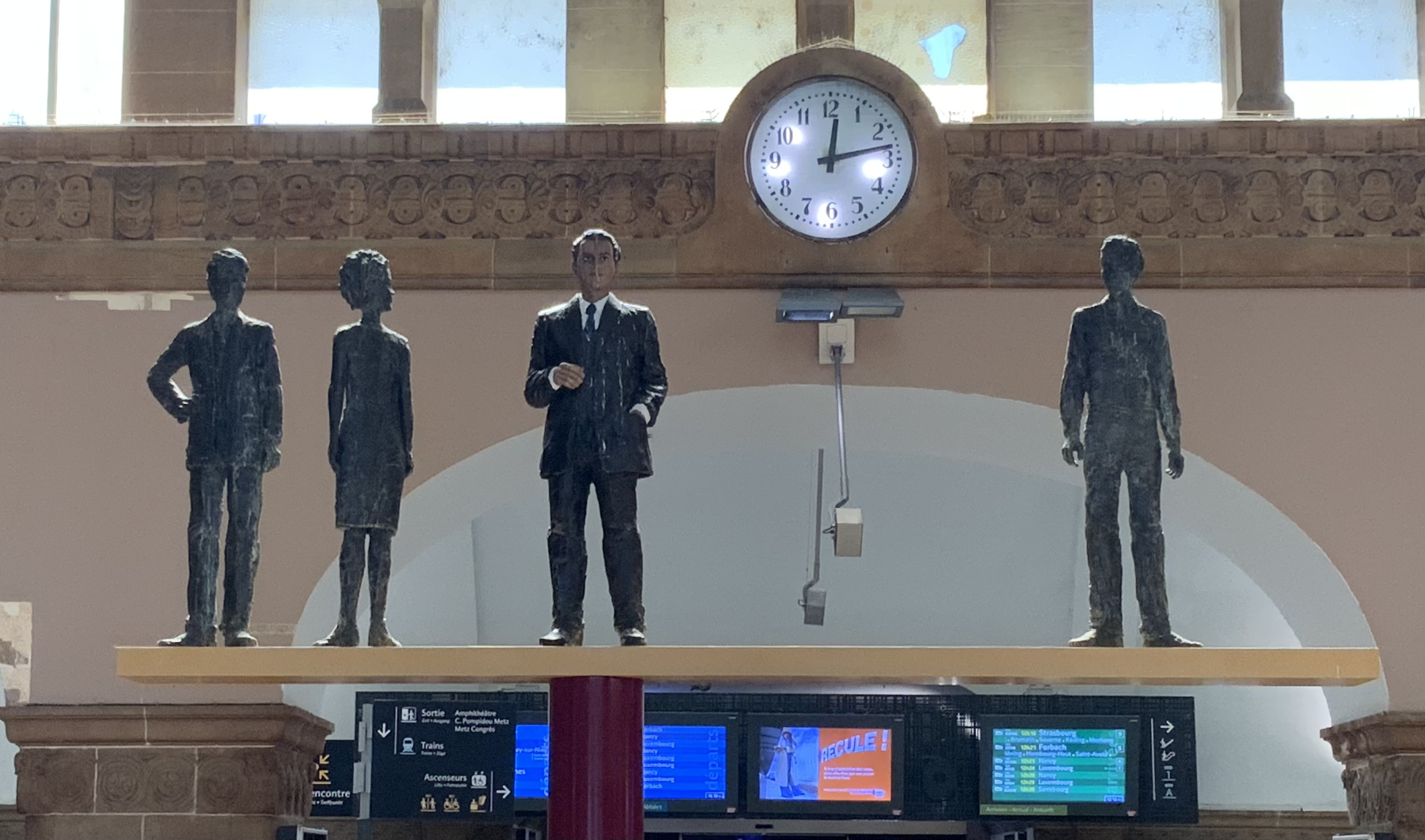
Denkmal für Jean Moulin von Stephan Balkenhol 2014 im Bahnhof Metz (Frankreich)

Klaus Barbie, der für seine Brutalität bekannte Leiter der Abteilung IV der Gestapo beim Kommandeur der Sicherheitspolizei und des SD (KdS) in Lyon, verhörte und folterte Moulin zunächst in Lyon in der école de santé, dann in der Avenue Foch in Paris, zuletzt in einer Villa in Neuilly. Moulin gab seinen Peinigern nichts preis. Als man ihm einen Stift in die Hand gab, um Namen aufzuschreiben, zeichnete er eine Karikatur seines Folterers. Für Barbie war die Festnahme Moulins ein Erfolg, weil dieser der höchste Repräsentant der Résistance in Frankreich war. In der täglichen „Verhörroutine“ in Lyon wurden Moulin beide Arme und beide Beine sowie die meisten seiner Rippen gebrochen. Später in Neuilly war er nach Wochen fortgesetzter Verhöre und schwerer Verletzungen an der Grenze zum Koma. Er starb am 8. Juli 1943 im Alter von 44 Jahren an Herzversagen in einem Zug von Paris nach Berlin, der ihn zu einem Konzentrationslager bringen sollte. Sein Tod wurde im Bahnhof Metz festgestellt.
Die Position Jean Moulins im CNR nahm der bereits erwähnte Geschichtsprofessor Georges Bidault ein, der mit 12 von 16 Stimmen im CNR gewählt wurde. An seine Seite trat Jacques Bingen, der den militärischen Zweig der Résistance, die Forces françaises de l’intérieur (FFI) einigte und vorantrieb. Im August 1944 erteilte Bidault den Befehl zur Generalmobilmachung der Résistance bei der Befreiung von Paris.

## Seine Leistung

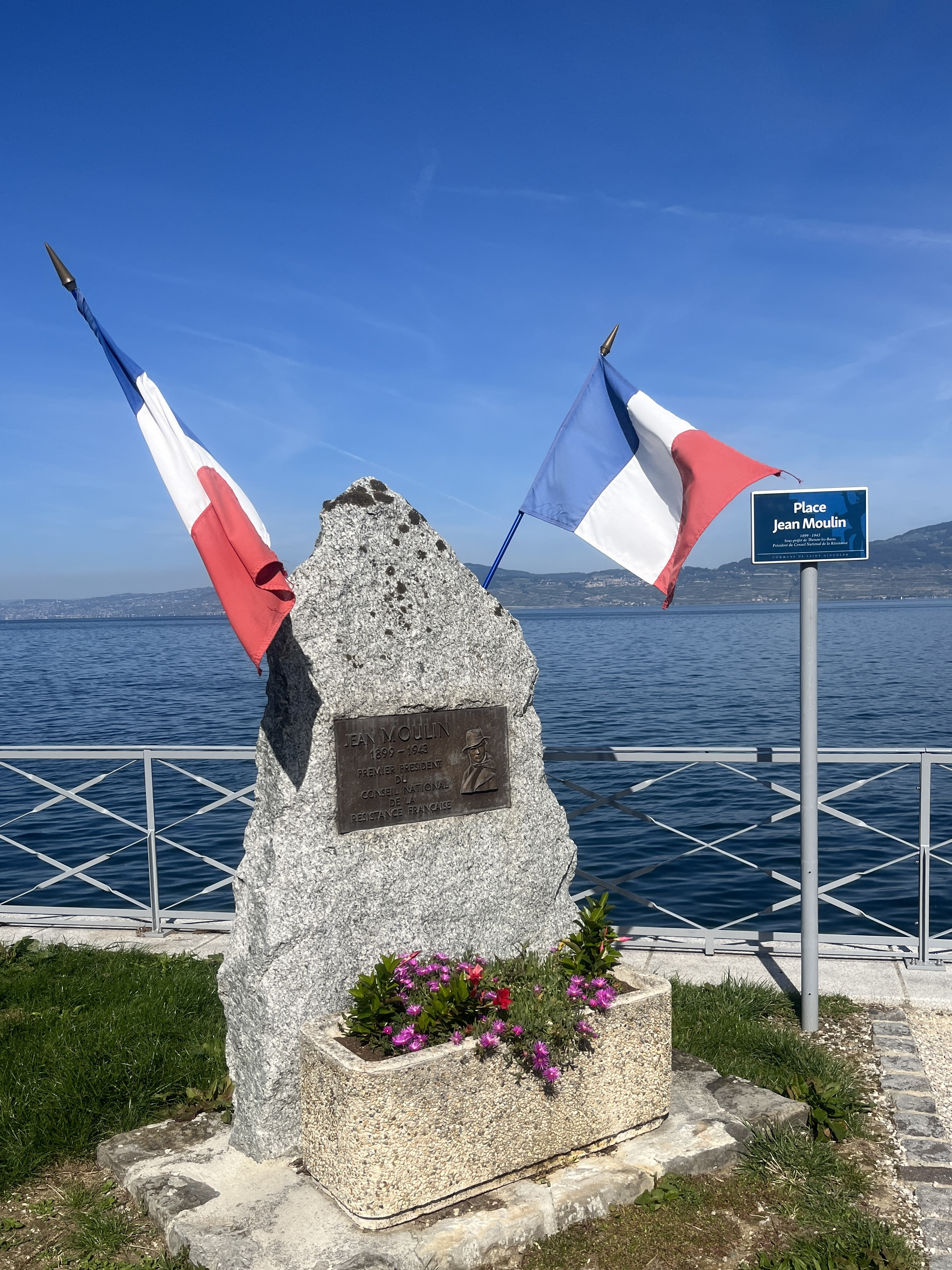
Jean-Moulin-Gedenkstein in Saint-Gingolph am Genfersee

Es war Moulins Leistung, den anfangs schwachen, isolierten Résistance-Gruppen, die unter dem doppelten Druck der Fahndung durch die deutsche Gestapo und der französischen Vichy-Polizei sowie der Milice française standen, in einem Frankreich, das noch in den 1930er Jahren kurz vor einem Bürgerkrieg gestanden hatte und dessen Selbstvertrauen durch den deutschen Westfeldzug und weitere Erfolge der Wehrmacht im Zweiten Weltkrieg stark geschwächt war, das Selbstvertrauen und die Einheit zu geben, mit dem die Résistance Frankreich vor dem Schicksal eines Bürgerkriegs ähnlich wie in Griechenland, Polen und Jugoslawien bewahrte.

## Die Hardy-Kontroverse
René Hardy mit dem Decknamen Didot, einflussreiches Mitglied der Gruppe Résistance de Fer (Widerstand im Bereich der französischen Staatsbahnen) und Spezialist für Eisenbahnsabotage, wurde von der Gestapo am 7. Juni 1943 festgenommen und nach einem Verhör durch Barbie im berüchtigten Folterzimmer des Hotel Terminus wieder freigelassen. Die Gestapo folgte ihm am 21. Juni zu dem oben genannten Treffen im Haus des Arztes in Caluire, zu dem Hardy eigentlich gar nicht geladen war, und wurde so zu Jean Moulin geführt, der von Hardys Anwesenheit vorher nichts erfahren hatte. Alle Anwesenden wurden festgenommen, nur Hardy konnte entkommen. Die Deutschen eröffneten das Feuer auf ihn, aber er wurde nur leicht verletzt. Er ließ sich im Krankenhaus ärztlich versorgen und entkam den Bewachern der Gestapo ein zweites Mal.
Danach kam der Verdacht auf, dass er freigelassen wurde, nachdem er die anderen verraten hatte, nicht zuletzt, weil er der einzige war, der an dem Treffen in Paris am 9. Juni in letzter Minute nicht teilgenommen hatte. Es gibt die These, dass Hardy bereits seit dem 7. Juni festgenommen und in einem Katz-und-Maus-Spiel von Klaus Barbie freigelassen wurde. Nach Meinung anderer war René Hardy einfach zu sorglos gewesen. Zwei Gerichtsverhandlungen 1947 und 1950 wollten René Hardy als Verräter überführen, und beide kamen zu dem Schluss, dass er unschuldig sei.

## Der Mythos
Moulins Leiche wurde zunächst von den nationalsozialistischen Besatzern eingeäschert und auf dem Pariser Friedhof Père-Lachaise bestattet. Nach dem Krieg wurde Moulin in Frankreich hoch geehrt. Seine Urne wurde am 19. Dezember 1964 in das Panthéon überführt. Dabei hielt Kulturminister André Malraux eine Rede, die in vielen französischen Schulen noch heute behandelt wird. Malraux beschrieb darin Moulin, der weder eine Pistole getragen noch Brücken oder Züge in die Luft gesprengt hatte, mit den Worten: „Er schuf keine Regimenter, aber er schuf eine Armee.“ Das Pariser Musée Jean Moulin dokumentiert sein Leben.
Viele Schulen und zahlreiche Straßen in Frankreich sowie die Universität Lyon III wurden nach Jean Moulin benannt. 1993 prägte Frankreich eine Zwei-Franc-Münze mit seinem Porträt.

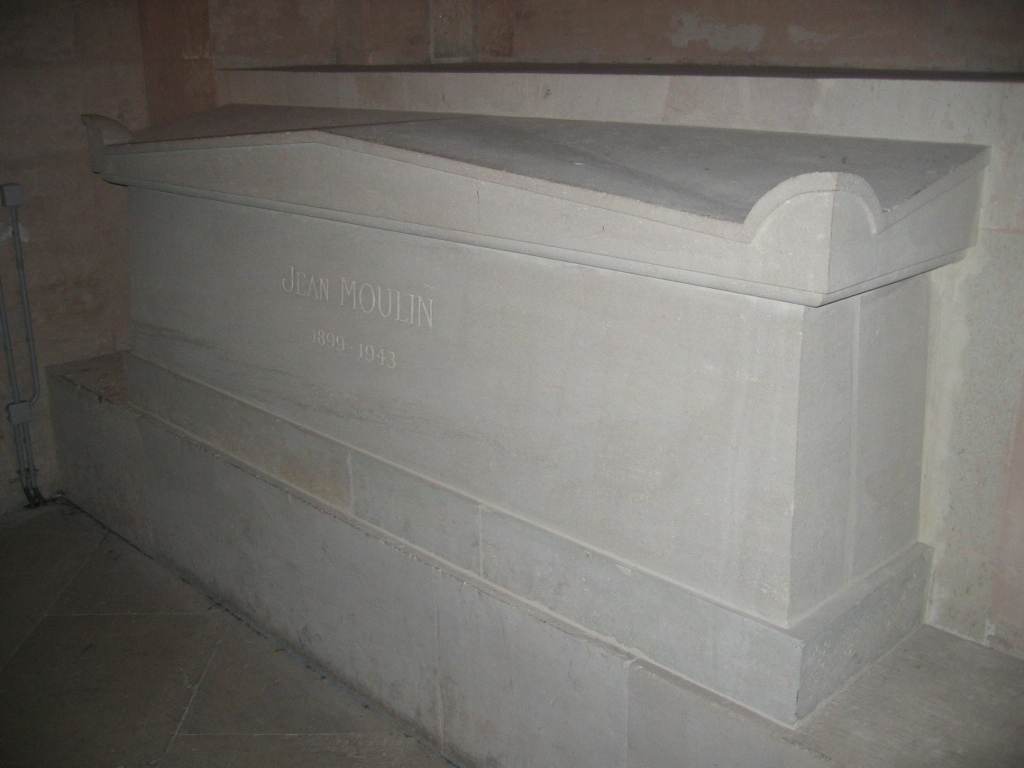
Kenotaph von Jean Moulin im Pariser Pantheon
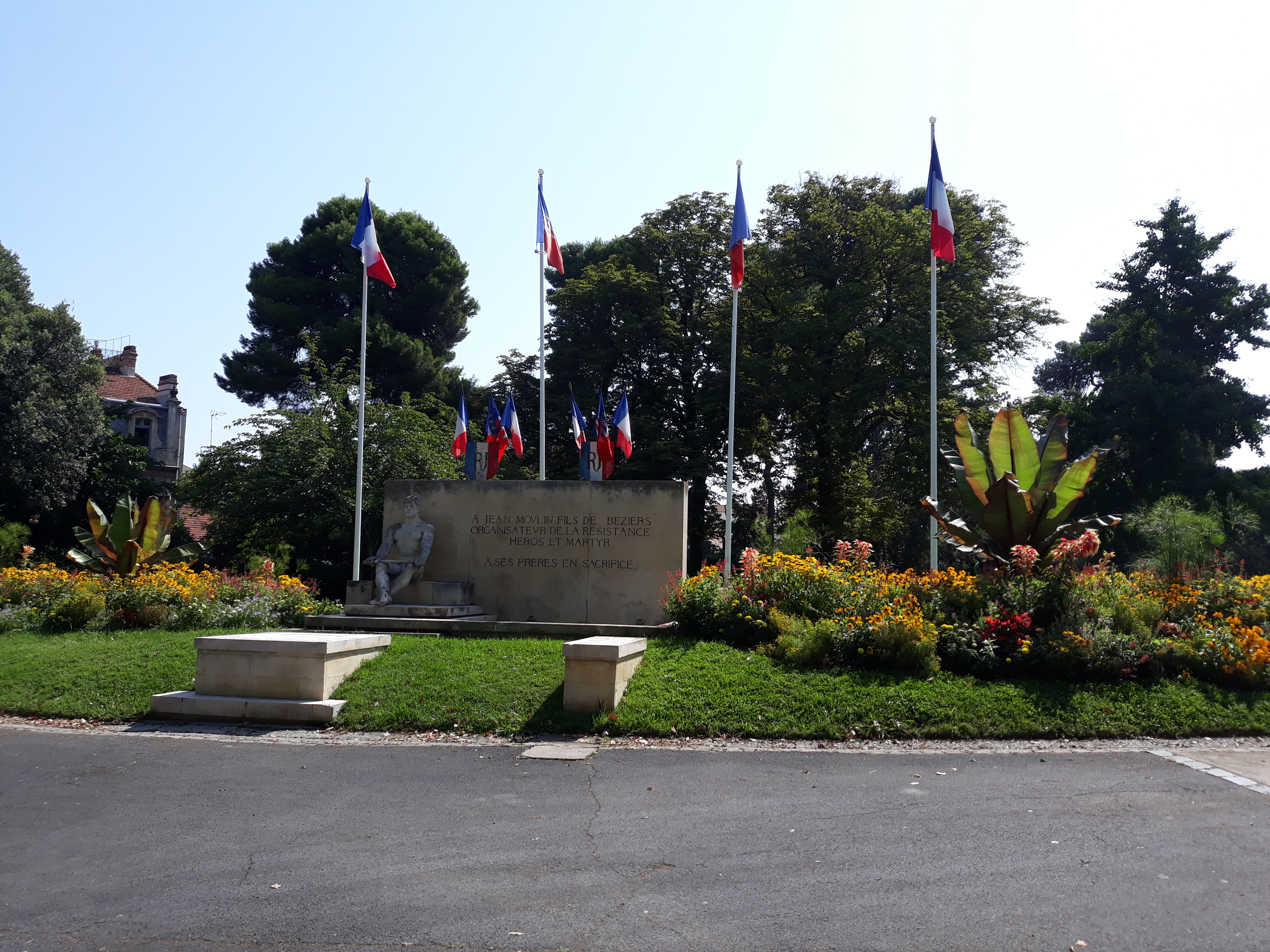
Denkmal für Jean Moulin in seiner Geburtsstadt Béziers
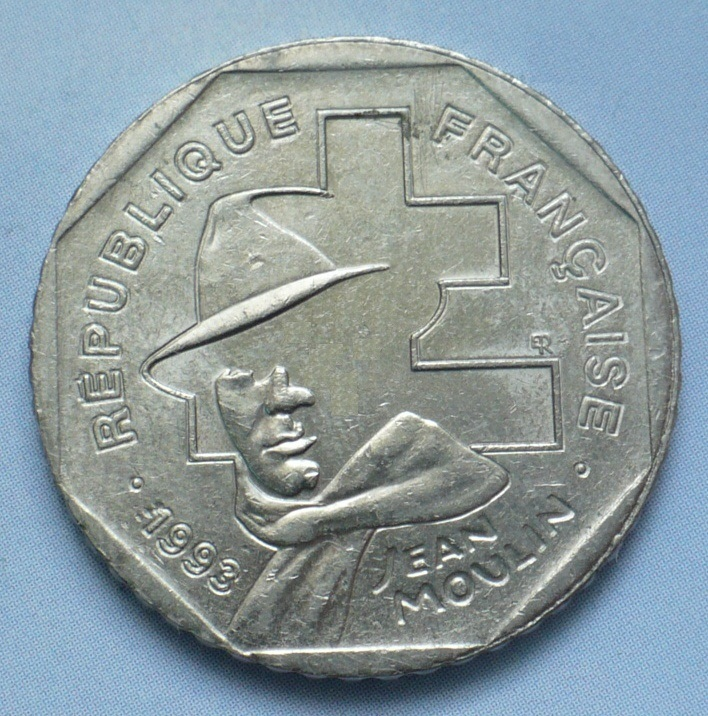
Zwei-Franc-Münze, 1993

An verschiedenen Orten wurden Denkmäler errichtet, so das Jean-Moulin-Denkmal in Quimper.

## Ausstellung
- 2013: Redécouvrir Jean Moulin. Musée Jean Moulin, Paris.

## Werke
- Erster Kampf: Tagebuch des Präfekten von Chartres, 14.–18. Juni 1940. (Premier combat, 1947). In: Lettre International. Ausgabe 121, 2018, S. 14–26.